# Palau de Patinatge Iceberg
El Palau de Patinatge Iceberg (en rus: Дворец Зимнего Спорта Айсберг) és un pavelló poliesportiu de 12.000 seients a Sotxi, a l'estat de Rússia, que va ser inaugurat el 2012. El pavelló fou la seu del campionat de patinatge artístic i patinatge de velocitat sobre pista curta als Jocs Olímpics d'Hivern de 2014
Va costar 43,9 milions de dòlars dels Estats Units, incloent-hi les obres temporals per als Jocs Olímpics. Segons una font russa, es van emprar 15.000 tones d'acer, i es va construir tenint en compte el medi ambient. L'octubre de 2012 s'hi va celebrar una competició local de patinatge artístic, però la Unió Internacional de Patinatge va dir era necessari continuar treballant per estar a punt per a la Final del Gran Premi de patinatge artístic de 2012-2013, una prova celebrada el desembre de 2012. A la fi del Gran Premi, els competidors van dir que els agradava el lloc, però alguns espectadors es van queixar de les baranes que obstruïen la vista al nivell superior. Es triga al voltant de dues hores per ajustar el gel quan es canvia de patinatge artístic a patinatge de velocitat sobre pista curta, i viceversa. Després dels Jocs Olímpics, el pavelló restarà pel patinatge sobre gel o serà reconvertit en un velòdrom per practicar el ciclisme en pista.